# ゴンチェク
ゴンチェク（? - 1308年）は、チャガタイ家の第13代当主で、チャガタイ・ハン国の第8代ハン（在位：1307年 - 1308年）。漢語史料では寛徹と表記される。

## 生涯
第12代君主ドゥアの子。1307年に父が死去したため、跡を継いだ。短い治世の間にはオゴデイ家の王族キュレスベによる反乱が起きるが、傍流であるブリ家の諸王ヤサウルとジンクシによって反乱は鎮圧される。
1308年に没し、没時にドゥアの子の中に後継者候補と言える人物が不在であったため、チャガタイ家の長老格であるブリ家のナリクがハン位を襲った。